# Let's Get Invisible!
Let's Get Invisible! (No Brasil: Vamos Ficar Invisíveis! e em Portugal: Um Espelho do Outro Mundo) é um dos livros da série Goosebumps.

## Sinopse
Max encontra no dia de seu aniversário um espelho mágico capaz de tornar as pessoas invisíveis. Através do espelho Max e seus amigos o usam para brincarem de quem fica invisível por mais tempo, mas Max perde o controle dos poderes e fica com dificuldade para voltar ao normal.

## Personagens
- Max (narrador): irmão de Canhoto (Noah), é o personagem principal da história. Sempre está arrumando o cabelo.
- Canhoto (Noah): irmão de Max. Sempre apronta com o irmão e com seus amigos, além de ter muita energia. Ganhou esse apelido por ser o único da família que faz tudo com a mão esquerda.
- Pai e Mãe de Max e Canhoto: Os pais dos garotos, não têm nome na história. O pai aparece pouco e a mãe sempre costuma perguntar o que os filhos e seus amigos ficam fazendo no porão.
- Erin: Amiga de Max, é também chamada de "Rata" por ter uma voz esganiçada. É muito amiga de April e gosta de coisas velhas. Ela é uma das personagens que acaba mais gostando de ficar invisível.
- Zack: O melhor amigo de Max. Tem um estilo diferente e, de acordo com Max, é o melhor em tudo (ou pelo menos tem que ser). Ele detesta ficar em segundo lugar e é quem inventa uma competição de quem consegue passar mais tempo invisível.
- April: Uma garota tímida que é muito amiga de Max. Ela aparenta ser a mais sensata da turma, pois desde o início é contra as brincadeiras com o espelho.
- Branquelo: O cachorro da família de Max. É ele quem acidentalmente descobre uma sala no sótão onde estava guardado o espelho. Apesar do nome, o cachorro é completamente preto.

### Personagens citados ou de curta aparição
- Debra (prima de Max e Canhoto)
- Convidados da festa de aniversário de Max
- Avós dos irmãos
- Primos de Springfield (Max e Canhoto visitam eles durante a história, mas nada é dito sobre isso)
- Reflexos de Max, Canhoto, Zack e Erin

## Detalhes
- Na sua versão original, em inglês, o livro é o maior da série, com 139 páginas.
- Esse foi um dos livros da série que se tornou episódio na série de televisão.
- Apesar de atrás do livro, na sipnose falar que eles brincam de esconde-esconde, eles na verdade, brincam de quem fica invisível por mais tempo.